# لاري هينسون
لاري هينسون (بالإنجليزية: Larry Hinson)‏ هو لاعب غولف أمريكي، ولد في 5 أغسطس 1944 في غاستونيا في الولايات المتحدة.

## وصلات خارجية
- لاري هينسون على موقع رابطة لاعبي الغولف المحترفين (الإنجليزية)